# Maria af Mecklenburg-Schwerin
Maria af Mecklenburg (født mellem 1363 og 1365, død efter 13. maj 1402) var hertuginde af Pommern.
Hun var datter af hertug Henrik III af Mecklenburg (død 1383) og den danske prinsesse Ingeborg (død 1370), datter af Valdemar Atterdag. 
Maria giftede sig i 1380 med hertug Vartislav VII af Pommern og fik med ham sønnen Bogislav, bedre kendt som den nordiske unionskonge Erik af Pommern, og datteren Katarina (ca 1390-1426), gift med pfalzgreve Johan af Pfalz. Maria var arveberettiget efter sin moster, unionsdronningen Margrete I.